# Château du Cros (Hérault)
Le château du Cros est une ancienne demeure seigneuriale situé sur la commune de Le Cros, dans le département de l'Hérault, en région Occitanie, France. 

## Historique
L'histoire du château remonte au XVIe siècle alors que la seigneurie du Cros fait partie du diocèse de Lodève. 
C'est à l'origine, une ancienne résidence d'été des évêques de Lodève. Il s'agissait d'une maison à trois étages.
En 1577, René de Birague, alors évêque de Lodève, vend la seigneurie du Cros à Jacques D'Albesquier. C'est a ce moment-là que la seigneurie ecclésiastique du Cros, tombe dans le patrimoine laïque des seigneurs. 
La maison d'été des évêques devient donc un château siège de la seigneurie. 
Plusieurs familles se succéderont comme seigneurs du Cros et à la tête du château pendant plus de deux siècles, jusqu'à la Révolution française. 
A partir de 1792, Le Cros n'est plus une seigneurie mais une commune, et les biens possédés par le seigneur deviennent simple propriété de famille souvent appelé « le domaine du Cros » ou « le domaine du Château ». Il se compose du château et de son parc (souvent réservés aux propriétaires) , de plusieurs bâtiments agricoles (bergeries, paillers, écurie, bouverie), et d'environ 400 hectares de terres louées et gérées par une famille de fermiers.
Puis dans les années 1960-1970, des parties du domaine sont vendues (bâtiments et terres), et depuis ces années-là, le domaine du château du Cros est composé du château et de son parc , situés au centre du village.

## Architecture
A l'origine, c'était une résidence d'été des Évêques de Lodève, puis devenu château seigneurial à partir de la fin du XVIe siècle. 
C'est à la base une maison à trois étages qui a été modifié au fil des siècles par les seigneurs.. 
Il possède une cour d'honneur côté sud , et une tour carrée, une tour ronde et un grand parc a l'arrière côté nord.

## Situation légale
Le château du Cros est une propriété privée. Il fait l'objet d'un recensement à l'Inventaire général du patrimoine culturel.